# Caílte mac Rónáin
Caílte (in moderno irlandese Caoilte) mac Rónáin era nipote di Fionn mac Cumhail e membro dei Fianna nel Ciclo feniano della Mitologia irlandese. Poteva correre molto rapidamente e comunicare con gli animali. Alcuni poemi del ciclo sono attribuiti a lui.
Caílte è una figura centrale della storia Acallam na Senórach (Colloquio degli antichi'), in cui lui e suo cugino Oisín sopravvivono fino all'epoca cristiana e narrano le vicende dei Fianna al neo-arrivato San Patrizio.